# Linhart V. z Harrachu
Linhart V. z Harrachu-Rohrau (německy Leonhard V., Freiherr von Harrach zu Rohrau, 1542 – 5. února 1597, Vídeň) byl rakousko-český šlechtic z rodu Harrachů z Rohrau v Dolním Rakousku. Působil jako politik a diplomat.

## Životopis

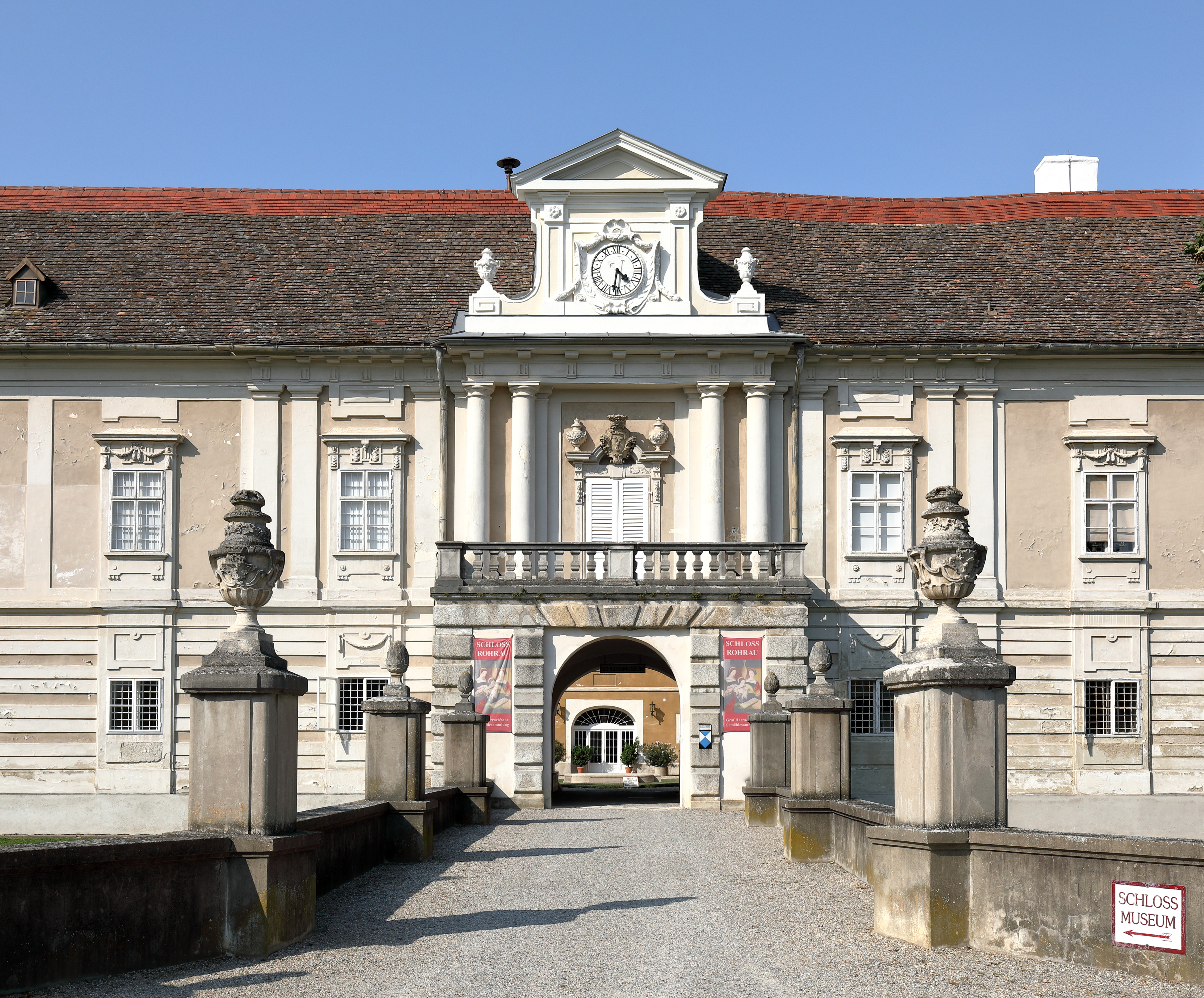
Zámek Rohrau v Dolním Rakousku

Narodil se roku 1542 jako syn svobodného pána Linharta IV. z Harrachu-Rohrau (1514–1590) a jeho manželky Barbory z Windisch-Grätze († 1580), dcery Siegfrieda z Windisch-Grätze († 1541) a Afry Grassweinové. Od roku 1550 měl rod titul svobodných pánů.
Linhart z Harrachu byl hejtmanem Horních Rakous ("Rakousy nad Enží") a byl císařským velvyslancem v Římě.
Linhart z Harrachu zemřel 5. února 1597 ve Vídni ve věku 55 let. Byl pohřben, stejně jako jeho otec, v Augustiniánském kostele ve Vídni.

## Rodina
Linhart z Harrachu byl dvakrát ženat a z obou manželství měl celkem 21 dětí. Jeho prvorozený syn Karel (1570–1628) zemřel 6. listopadu 1627 v hodnosti říšského hraběte.
První sňatek uzavřel Linhart z Harrachu 8. srpna 1563 v Sigmaringenu s hraběnkou Marií Jakubou z Hohenzollern-Sigmaringenu (asi 25. července 1549 – 1578), dcerou hraběte Karla I. z Hohenzollernu a markraběnky Anny Bádensko-Durlašské (1512–1580). Pár měl 10 dětí:
- Anna Marie Alžběta (1564 – 2. září 1624, Ashparn), provdaná poprvé za Ferdinanda Nogarolu, podruhé se vdala 11. února 1590 za hraběte Siegfrieda Kryštofa Breunera ze Stübingu († 26. srpna 1651)
- Regina (1567–1628)
- Linhart VI. (1568-1608), 8. února 1587 se oženil s Klárou Uršulou Hoferovou z Rendschachu
- Karel I. Bernhard (1570, Rohrau – 16. května 1628, Praha), 24. listopadu 1591 ve Štýrském Hradci oženil se s Marií Alžbětou ze Schrattenbach-Hagenberg (15. prosince 1573 – 10. ledna 1653, Vídeň). 6. listopadu 1627 se stal hrabětem z Harrachu na Rohrau.
- Marie Jakuba (1571–1582)
- Izabela (1572 – před 1591)
- Jan (1573 – před 1591)
- Zuzana (1574 – před 1591)
- Barbora (1575 – před 1591)
- Marie Alžběta Konstancie (1576 – 18. srpna 1625), provdaná 19. listopadu 1595 ve Vídni za svobodného pána Hanse Breunera ze Stübingu (1570 – 3. října 1633)

Podruhé se Linhart z Harrachu oženil 15. září 1578 s hraběnkou Annou Ortenburskou († 1602), dcerou hraběte Ferdinanda de Salamanca-Ortenburg († 1570) a Evy Hoffmannové z Grumpichu-Strechau.  Anna byla vdovou po Jiřím Oldřichovi z Hohensachsu († 1600/1601), synovi svobodného pána Jana Albrechta I. z Hohensachsu († 1597/1602) a Amálie z Fleckensteinu († 1606). S ní měl 11 dětí: 
- Zuzana (1580 – před 1601)
- Berthold (1582–1593)
- Justýn (1583 – ex. 1601)
- Ferdinand (1584 – ex. 1601)
- Polyxena (1585 – 1591)
- Eleonora (1586 – prosinec 1645), provdaná za hraběte Jana Arnošta ze Sprinzensteinu (asi 1570 – 2. listopadu 1639)
- Ferdinand (1588 – před 1611)
- Barbora (1589 – 1634), provdaná za Jiřího Zikmunda Fridricha ze Saalburg-Zalaberg-Eichbergu
- Anna Marie (1592 – 1642/1645)
- Lukrécie (1593–1628)
- Rudolf (1595 – před 1611)

Po Linhartově smrti v roce 1597 se Anna podruhé provdala za Oldřicha Jiřího z Hohendorfu. Po smrti byla pohřbena ve vídeňském kostele sv. Michaela.